# Stenohelia conferta
Stenohelia conferta is een hydroïdpoliep uit de familie Stylasteridae. De poliep komt uit het geslacht Stenohelia. Stenohelia conferta werd in 1968 voor het eerst wetenschappelijk beschreven door Boschma. 